# カクセイ (曲)
「カクセイ」は、NoGoDのメジャーデビューシングル。2010年6月9日にキングレコードからリリースされた。

## 概要
結成から5年の活動を経て、NoGoDのメジャーデビュー作となった2010年リリースの1stシングル。限定プレス盤には「カクセイ」のDVDが付属、通常盤には「敬虔」が収録されている。
本作はNoGoDというバンドを表現する上で、最も自分たちが発揮できることを突き詰めたものにするべく制作された。色物的なヴィジュアルから連想されるものではないテクニカルなサウンドとメロディアスなハイトーンヴォーカルの楽曲であると評されている。
タイアップとして日本テレビ系列『フットンダ』の6月エンディングテーマと、同系列『ハッピーMusic』のPOWER PLAYに起用された。

## 収録曲

### 限定プレス盤
| 全作詞・作曲: NoGoD。 |                      |       |            |      |
| #                     | タイトル             | 作詞  | 作曲・編曲 | 時間 |
| 1.                    | 「カクセイ」         | NoGoD | NoGoD      | 4:25 |
| 2.                    | 「ワンダーワールド」 | NoGoD | NoGoD      | 3:43 |
| 3.                    | 「月のタクト」       | NoGoD | NoGoD      | 2:54 |

### 収録DVD
| #  | タイトル     | 作詞 | 作曲・編曲 |
| -- | ------------ | ---- | ---------- |
| 1. | 「カクセイ」 |      |            |

### 通常盤
| 全作詞・作曲: NoGoD。 |                      |       |            |      |
| #                     | タイトル             | 作詞  | 作曲・編曲 | 時間 |
| 1.                    | 「カクセイ」         | NoGoD | NoGoD      | 4:25 |
| 2.                    | 「ワンダーワールド」 | NoGoD | NoGoD      | 3:43 |
| 3.                    | 「月のタクト」       | NoGoD | NoGoD      | 2:54 |
| 4.                    | 「敬虔」             | NoGoD | NoGoD      | 4:55 |